# Warner Bros. Cartoons
Warner Bros. Cartoons était une société de dessins animés appartenant à Warner Bros. Pictures.
Fondée en 1930 par Leon Schlesinger sous le nom Leon Schlesinger Productions, elle fut à l'origine des dessins animés Merrie Melodies et Looney Tunes.
Elle fut renommée Warner Bros. Cartoons en 1944, lors de la vente de la société à Warner Bros. Pictures, puis disparue en 1969. Ce n’est que quelques années plus tard qu’est recréé un studio d’animation, Warner Bros. Animation en 1980.

## Historique
Dans les années 1930, aller au cinéma était aussi une raison pour aller voir le bulletin d’actualités, des reportages de voyages, des annonces publicitaires, des minis feuilletons etc. et bien entendu des dessins animés. C’est dans ce contexte que sont apparus des studios d'animations à Hollywood. À l'époque, tous les studios étaient associées avec un producteur de dessin animé ou avaient leurs propres studios. Dans un premier temps, Warner Bros s’associa avec le studio d’animation Leon Schlesinger.
L’histoire de Warner Bros. Cartoons se confond en grande partie avec celle de certains artistes et personnages qui ont marqué l’histoire de l’animation américaine (cartoon).
Le point de départ arrive au moment où Hugh Harman et Rudolf Ising quittent Disney à la scission des studios. Le tandem Harman-Ising, avec le concours de Friz Freleng à l’animation, se mettent en selle en produisant Bosko, un dessin animé qui dépassait déjà ceux des autres studios car le personnage principal parle et chante.
En visionnant le film, les frères Warner commandent deux séries de courts métrages animés. La première n’est autre que les Looney Tunes, une série de dessins animés en noir et blanc mettant en scène le personnage de Bosko et plusieurs autres par la suite. La deuxième sera les Merry Melodies, une série en couleur ou l’on mettait en scène le catalogue musical de la Warner. La Warner Bros confiera toute la production animée sous la supervision de Leon Schlesinger.
L’heure de gloire pour la Warner Bros sonnera à partir de 1936 quand elle réunira sous son chapiteau les talents de Bob Clampett, de Chuck Jones, de Friz Freleng, de Tex Avery et de Frank Tashlin. Cette équipe de dessinateurs et de réalisateurs est complétée par le compositeur Carl W. Stalling sans oublier la voix de Mel Blanc. S’ajouteront des réalisateurs, des animateurs, des scénaristes, des codirecteurs, des bruiteurs comme Arthur Davis, Robert McKimson, Virgil Ross, Sid Sutherland, Ted Brown, Michael Maltese, Maurice Noble, Abe Levitow, Ken Harris et Ben Washam.
La production de dessins animés explose avec à peu près trois douzaines de films en moyenne par an. Toute l’équipe qui travaillera sous la direction de Tex Avery, développera un style particulièrement irrévérencieux qui fera la marque de dessins animés des studios de la Warner Bros.
Ayant carte de blanche et travaillant de leur côté et comme il manquait de place dans les petits studios de Schlesinger, l’équipe furent installés dans un bâtiment délabré adjacent aux studios de Schlesinger. Avery et Clampett vont rapidement s’apercevoir qu’ils ne sont pas les seuls occupant de la bâtisse. Le bâtiment est envahi par des milliers de termites. Ils surnommeront le bâtiment « Termite Terrasse », un nom qui sera retenu par les historiens et les passionnés des œuvres des artistes présents à Termite Terrace pour décrire le studio dans son ensemble.
Les dessins animés issus de Warner Bros. Cartoons se sont voulus dans un sens complètement à l’opposé de ceux des productions Disney. Les animations des artistes des Looney Tunes dépassaient les limites avec un rythme effréné, de l’humour, de l’impertinence, de grosses exagérations à outrance et faisaient des choses qui ne pourraient pas être fait dans la réalité. Chacun de ses artistes ont apporté une contribution aux Looney Tunes. Tout cela est issu de la volonté de trouver des personnages particuliers et inoubliables, comme une sorte de signature des studios. C’est ainsi que dès 1935 apparaissent les trois premiers grands personnages de la Warner.
Le premier est un cochon nommé Porky Pig. Puis Daffy Duck, un canard irrévérencieux, et surtout Bugs Bunny, un lapin gris, deviennent rapidement des personnages vedettes de « Termite Terrace ». Tous deux apparaissent lors d’une partie de chasse de Porky Pig et s’avèrent l’un comme l’autre impossibles à attraper. Avec ces personnages, la Warner a définitivement trouvé son style et le départ de Tex Avery en 1942 puis de Taslin et Clampett en 1946 n’y changeront rien.
Viendront par la suite toute une panoplie de nouveaux personnages comme Sam le Pirate (Yosemite Sam), le Diable de Tazmanie (Tazmian Devil), Titi (Tweety Bird) et Grosminet (Sylvestre), Bip Bip (Roadrunner), Vil Coyote (Wile E Coyote), Pépé le putois (Pepe le Pew) Marvin le Martien (Marvin the Martian), Charlie le coq (Leghorn Foghorn) et Michigan J. Frog. Les années cinquante sont un tournant dans l’histoire de tous les personnages issus de Warner Bros. Cartoons. Sous l’impulsion de Chuck Jones, leurs personnalités sont mieux définies et ils finissent par prendre leurs traits finaux.
Devant un tel succès, la Warner décide qu’il est plus judicieux d’être le propriétaire des personnages vedettes plutôt que leur distributeur. Warner Bros achète donc les studios de Schlesinger, tous les contrats de travail et surtout les droits des personnages.
En 1962 la Warner se sépare de ses salles de projection et les dessins animés n’ont plus le succès d’antan, la Warner ferme alors les portes de sa section animation. Ce qui marqua la fin du studio d'animation de Warner Bros. Cartoons.

## Membre du Studio

### Dirigeants
- Leon Schlesinger (1931-1945)
- Eddie Selzer (1945-1956)
- John Burton (1957-1961)
- David DePatie (1961-1963)
- William L. Hendricks (1967-1969)

### Réalisateurs
- Tex Avery
- Bob Clampett
- Cal Dalton
- Arthur Davis
- Friz Freleng
- Ben "Bugs" Hardaway
- Hugh Harman
- Rudolf Ising
- Chuck Jones
- Norm McCabe
- Robert McKimson
- Frank Tashlin
- Ken Harris
- Phil Monroe
- Hawley Pratt
- Frank Marsales
- Tom Palmer
- Earl Duvall
- Bernard Brown
- Jack King
- Gearld Chiniquy
- Ken Mundie
- Richard D. Donner

### Scénaristes
- Warren Foster
- Tedd Pierce
- Michael Maltese
- John W. Dunn
- Dave Monahan
- Ben Hardaway
- Lew Landsman
- George Manuell
- Melvin Miller
- Byron Gay
- Fred Neiman
- Jack Miller
- Rich Hogan
- Robert Givens
- Grace Hoffman
- Dr. Seuss
- Russell Anderson
- Dave Mawn
- Lou Lilly
- George Hill
- Loyd Turner
- Bill Scott
- Chuck Jones
- Friz Freleng

### Dessinateurs
- Robert Givens
- Robert Gribbroek
- Maurice Noble
- Hawley Pratt

### Animateurs
- Ken Harris
- Robert Cannon
- Rod Scribner
- Richard Thompson
- Ben Washam
- Lloyd Vaughn
- Gerry Chiniquy
- Phil Monroe
- Friz Freleng
- Max Maxwell
- Paul Smith
- Norm Blackburn
- Rollin Hamilton
- Robert Edmunds
- Larry Martin
- Tom McKimson
- Robert McKimson
- Larry Silverman
- Robert Strokes
- Bill Mason
- Jack King
- James Pabian
- Don Williams
- Ben Clopton
- Bob Clampett
- Frank Tipper
- Sandy Walker
- Chuck Jones
- Cal Dalton
- Volney White
- Elmer Wait
- Robert Bentley
- Joe Igalo
- Sid Sutherland
- Virgil Ross
- Cal Howard
- A.C. Gamer
- Robert Cannon
- Herman Cohen
- John Carey
- Isadore Sharber
- Norman McCabe
- Mel Blanc
- Vive Risto
- Richard Brick
- Rudy Larriva
- Manuel Perez
- Pep Canne

### Voix
- Bea Benaderet
- Mel Blanc
- Billy Bletcher
- Arthur Q. Bryan
- Daws Butler
- Joe Dougherty
- June Foray
- Stan Freberg
- Margaret Hill
- Kent Rogers
- Billy Booth
- Abe Lyman
- Joe Alaskey
- Bob Bergen
- Maurice LaMarche
- Jim Cummings
- Billy West
- Greg Burson
- Frank Welker
- Robert C. Bruce
- Dick Beals
- Trust Howard

### Musique
- Milt Franklyn
- William Lava
- William Loose
- Norman Spencer
- Eugene Poddany
- John Seely
- Carl Stalling
- Frank Marsales
- Gus Arnheim
- Bernard Brown
- Byron Gay
- A.C. Gamer
- Treg Brown
- Harry Love
- Michael Maltese
- Dean Elliot
- Clark Terry
- Scott Bradley